# Amphoe Noen Kham
Amphoe Noen Kham (thailändisch อำเภอ เนินขาม) ist ein Landkreis (Amphoe – Verwaltungs-Distrikt) im südwestlichen Teil der Provinz Chai Nat. Die Provinz Chai Nat liegt im nördlichen Teil der Zentralregion von Thailand.

## Geographie
Benachbarte Distrikte (von Norden im Uhrzeigersinn): Amphoe Hankha der Provinz Chai Nat, die Amphoe Doem Bang Nang Buat und Dan Chang der Provinz Suphan Buri sowie Amphoe Ban Rai der Provinz Uthai Thani.

## Geschichte
Der Landkreis Noen Kham wurde am 1. Juli 1997 zunächst als „Zweigkreis“ (King Amphoe) eingerichtet, indem die beiden Tambon Noen Kham und Kabok Tia vom Amphoe Hankha abgetrennt wurden.
Am 15. Mai 2007 hatte die thailändische Regierung beschlossen, alle 81 King Amphoe in den „normalen“ Amphoe-Status zu erheben, um die Verwaltung zu vereinfachen.
Mit der Veröffentlichung in der Royal Gazette „Issue 124 chapter 46“ vom 24. August 2007 trat dieser Beschluss offiziell in Kraft.

## Verwaltung

### Provinzverwaltung
Amphoe Noen Kham ist in drei Gemeinden (Tambon) unterteilt, die wiederum in 48 Dorfgemeinschaften (Muban) gegliedert sind.
| Nr. | Name         | Thai     | Dörfer | Einw. |
| --- | ------------ | -------- | ------ | ----- |
| 1.  | Noen Kham    | เนินขาม   | 19     | 6.320 |
| 2.  | Kabok Tia    | กะบกเตี้ย  | 15     | 5.502 |
| 3.  | Suk Duean Ha | สุขเดือนห้า | 14     | 5.437 |

### Lokalverwaltung
Noen Kham (Thai: เทศบาลตำบลเนินขาม) Kleinstadt (Thesaban Tambon) im Landkreis. Sie besteht aus dem gesamten Tambon Noen Kham.
Im Landkreis gibt es zudem zwei „Tambon Administrative Organizations“ (TAO, องค์การบริหารส่วนตำบล – Verwaltungs-Organisationen) für die Tambon im Landkreis, die zu keiner Stadt gehören.

## Verwaltung

### Provinzverwaltung
Der Landkreis Noen Kham ist in drei Tambon („Unterbezirke“ oder „Gemeinden“) eingeteilt, die sich weiter in 48 Muban („Dörfer“) unterteilen.
| Nr. | Name         | Thai     | Muban | Einw. |
| --- | ------------ | -------- | ----- | ----- |
| 01. | Noen Kham    | เนินขาม   | 19    | 6.273 |
| 02. | Kabok Tia    | กะบกเตี้ย  | 15    | 5.498 |
| 03. | Suk Duean Ha | สุขเดือนห้า | 14    | 5.465 |

### Lokalverwaltung
Es gibt eine Kommune mit „Kleinstadt“-Status (Thesaban Tambon) im Landkreis:
- Noen Kham (Thai: เทศบาลตำบลเนินขาม) bestehend aus dem kompletten Tambon Noen Kham.

Außerdem gibt es zwei „Tambon-Verwaltungsorganisationen“ (องค์การบริหารส่วนตำบล – Tambon Administrative Organizations, TAO)
- Kabok Tia (Thai: องค์การบริหารส่วนตำบลกะบกเตี้ย) bestehend aus dem kompletten Tambon Kabok Tia.
- Suk Duean Ha (Thai: องค์การบริหารส่วนตำบลสุขเดือนห้า) bestehend aus dem kompletten Tambon Suk Duean Ha.